# Ancylis bucovinella
Ancylis bucovinella este o specie de lepidoptere din familia Tortricidae. Descoperirea ei a avut loc în anul 1969 în urma unor cercetări realizate de profesorii români Mihail Peiu și Ioan Nemeș.
Specia este comună în Europa.